# Saint-Didier (Ille-et-Vilaine)
Saint-Didier (bret. Sant-Ider) – miejscowość i gmina we Francji, w regionie Bretania, w departamencie Ille-et-Vilaine.
Według danych na rok 1990 gminę zamieszkiwało 1055 osób, a gęstość zaludnienia wynosiła 75 osób/km² (wśród 1269 gmin Bretanii Saint-Didier plasuje się na 559. miejscu pod względem liczby ludności, natomiast pod względem powierzchni na miejscu 700.).